# Tanfoglio
Fratelli Tanfoglio S.N.C. — итальянская оружейная компания, производящая вооружение гражданского назначения, в основном - спортивные пистолеты и оружие самообороны. Штаб-квартира располагается в городе Гардоне-Валь-Тромпия, Италия.

## История
Была основана в 1940-х годах, начала свою деятельность с производства запчастей. Какое-то время работала под брендом Fabbrica d'armi Tanfoglio Giuseppe. В 1963 году начала производство первого самозарядного пистолета собственной конструкции калибра 6,35 мм.
В 1980-е годы по лицензии начала выпуск копии чехословацкого пистолета CZ 75 (под наименованием Tanfoglio  T90) в нескольких вариантах исполнения для Международной конфедерации практической стрельбы.
В настоящее время производит до 90 000 пистолетов в год, примерно 85% на экспорт.

## Некоторые модели

### Tanfoglio  Force
УСМ двойного действия
Калибр  9x19mm Para, 9x21mm IMI, .40 S&W, .38 Super, 10mm Auto и .45 ACP
Вес 1 кг
Длина 205 мм
Ёмкость магазина 17 (.38 Super), 16 (9mm Para), 12 (.40 S&W), 11 (10mm Auto) или 10 (.45 ACP)
Пистолеты Tanfoglio выпускаются итальянской компанией Fratelli Tanfoglio. С технической точки зрения, пистолеты Tanfoglio серий Force и Force 99 представляют собой несколько модернизированные клоны чешского пистолета CZ-75 с полимерной рамкой, имеющие несколько усиленную конструкцию, позволяющую использовать патроны вплоть до 10mm Auto и .45 АСР.
Пистолеты Tanfoglio Force построены по схеме с коротким ходом ствола сцепленного с затвором и запиранием по схеме Browning Hi Power. Затвор, в отличие от большинства других пистолетов, двигается по направляющим, расположенным на внутренней стороне рамки (особенность, унаследованная от CZ-75). УСМ двойного действия, предохранитель установлен на рамке и блокирует курок как во взведенном, так и в спущенном положении. Кроме того, пистолеты имеют автоматическую блокировку ударника, выключаемую только при полном нажатии на спусковой крючок.
Для пистолетов Force возможна установка опционального затвора с установленным на нём двусторонним предохранителем, исполняющим также роль рычага безопасного спуска курка (аналогично модели Tanfoglio T95 Standart).
Рамка пистолетов Force выполнена из высокопрочного полимера чёрного цвета, затворы – из стали, прицельные приспособления – неподвижные, с белыми точками-вставками.
Кроме того, на базе основных моделей Force выпускаются компактные модели (со стволом 92 мм и укороченной рукояткой), имеющие обозначение «carry».

### Tanfoglio  T95 Standart
УСМ двойного действия
Калибр  9x19mm Para, 9x21mm IMI, .40 S&W; также .38 Super, 10mm auto и .45 ACP в варианте «Combat»
Вес  1 кг
Длина, 205 мм
Ёмкость магазина 17 (.38 Super), 16 (9mm Para), 12 (.40 S&W), 11 (10mm Auto) или 10 (.45 ACP)
С технической точки зрения, пистолеты Tanfoglio серии Т95 представляют собой несколько модернизированные клоны чешского пистолета CZ-75, имеющие несколько усиленную конструкцию, позволяющую использовать патроны вплоть до 10mm Auto и .45 АСР.
Пистолеты Tanfoglio серии Т95 построены по схеме с коротким ходом ствола сцепленного с затвором и запиранием по схеме Browning Hi Power. Затвор, в отличие от большинства других пистолетов, двигается по направляющим, расположенным на внутренней стороне рамки (особенность, унаследованная от CZ-75). УСМ двойного действия, в варианте «Стандарт» имеется смонтированный на затворе предохранитель, при включении которого курок автоматически снимается с боевого взвода. На варианте «Комбат» предохранитель установлен на рамке и блокирует курок как во взведенном, так и в спущенном положении. Кроме того, пистолеты имеют автоматическую блокировку ударника, выключаемую только при полном нажатии на спусковой крючок.
Рамка и затвор пистолетов серии Т95 выполнены из стали, прицельные приспособления – неподвижные, с белыми точками-вставками.
Особенность пистолетов Tanfoglio – большое количество различных модификаций, выполняемых в том числе и самим стрелком при помощи фабричных деталей, вроде установки двустороннего рычага затворной задержки, двустороннего рычага предохранителя, регулируемых прицельных приспособлений, дульных компенсаторов (для их установки требуется замена ствола) и т. п.
Кроме того, на базе основных моделей серии Т95 выпускаются компактные модели (со стволом 92 мм и укороченной рукояткой), а также различные спортивно-целевые модели с модифицированными под конкретные требования УСМ, различными стволами, узлами крепления оптических или коллиматорных прицелов и т. п.

## Галерея

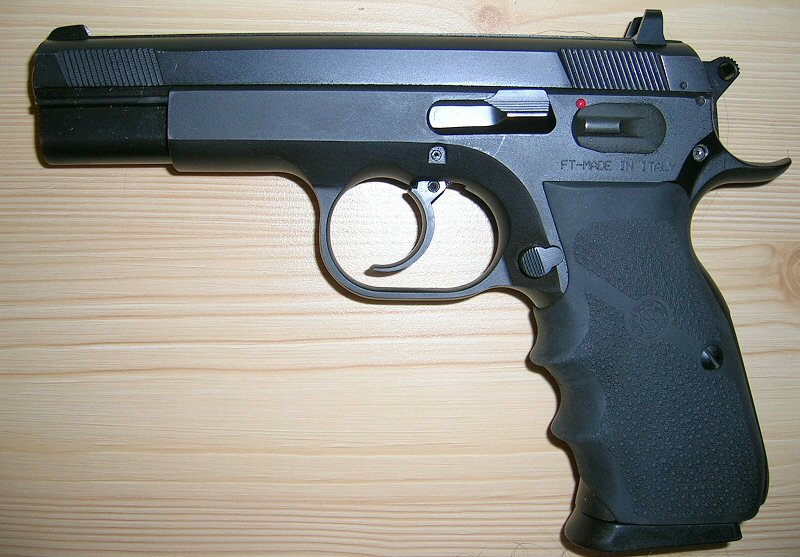
Tanfoglio T95 Combat/EAA Witness 9 mm.
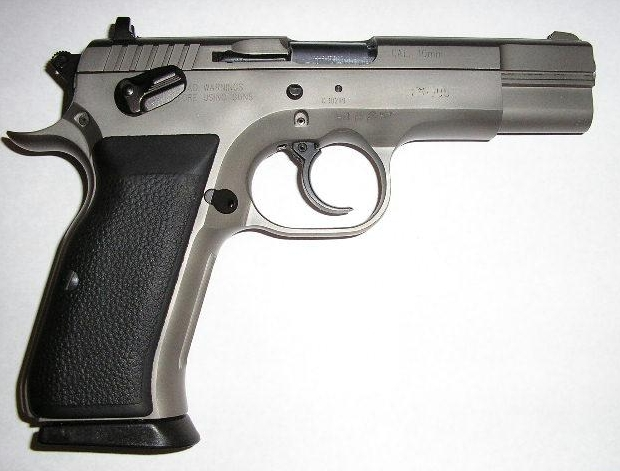
Tanfoglio T 95 Combat/EAA Witness 10mm Auto.
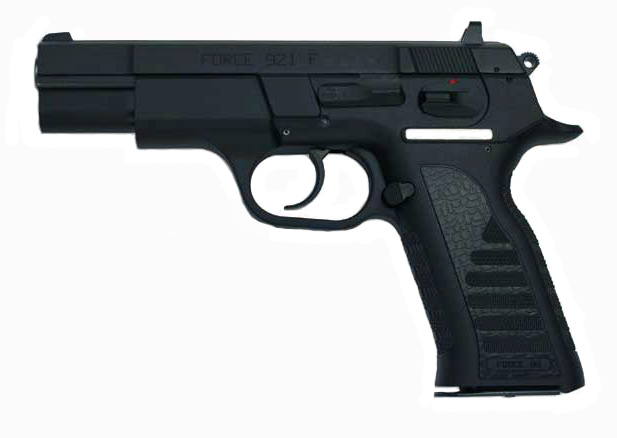
Tanfoglio Force 99 / EAA Witness Polymer P.
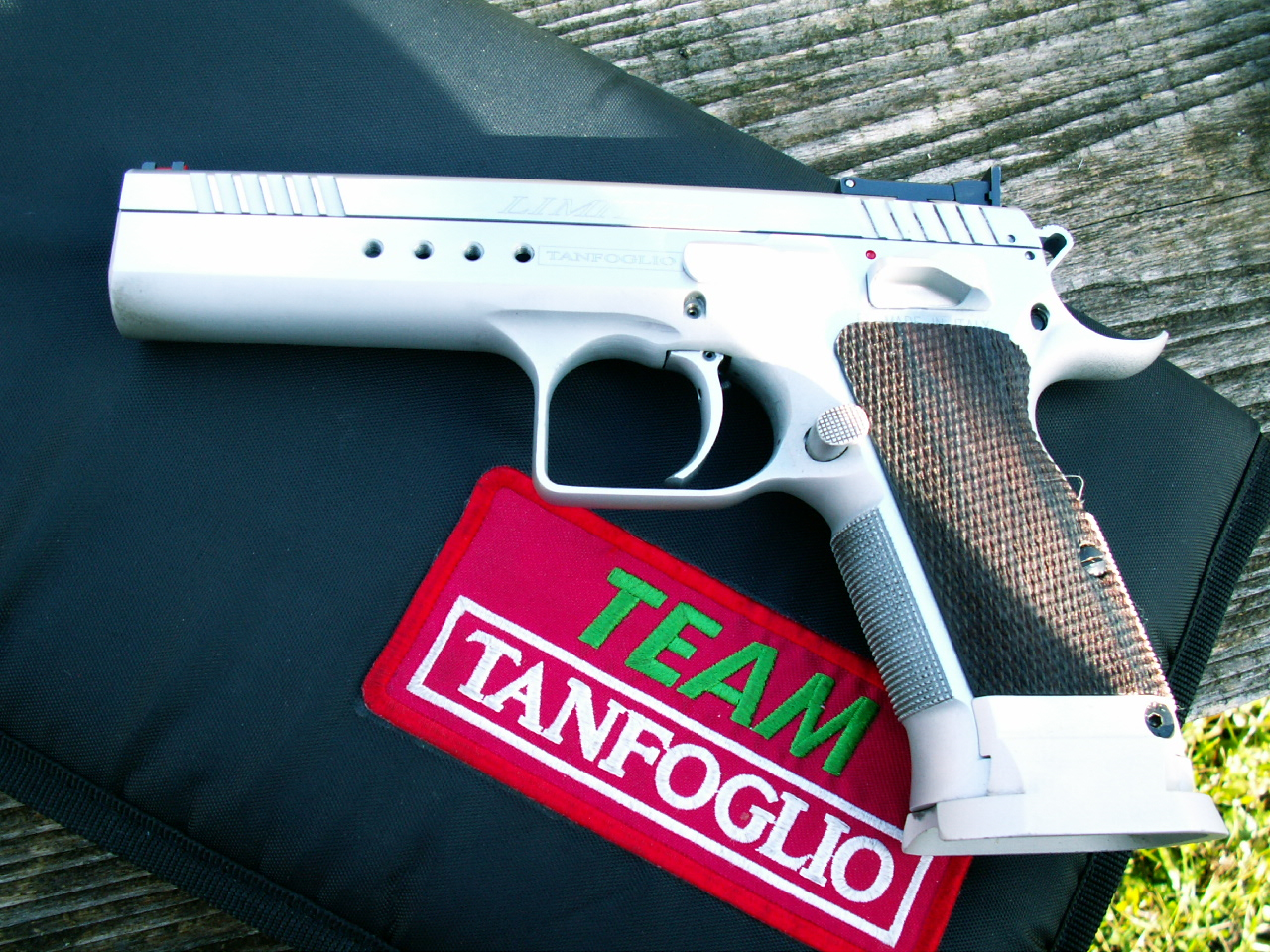
Tanfoglio Limited.
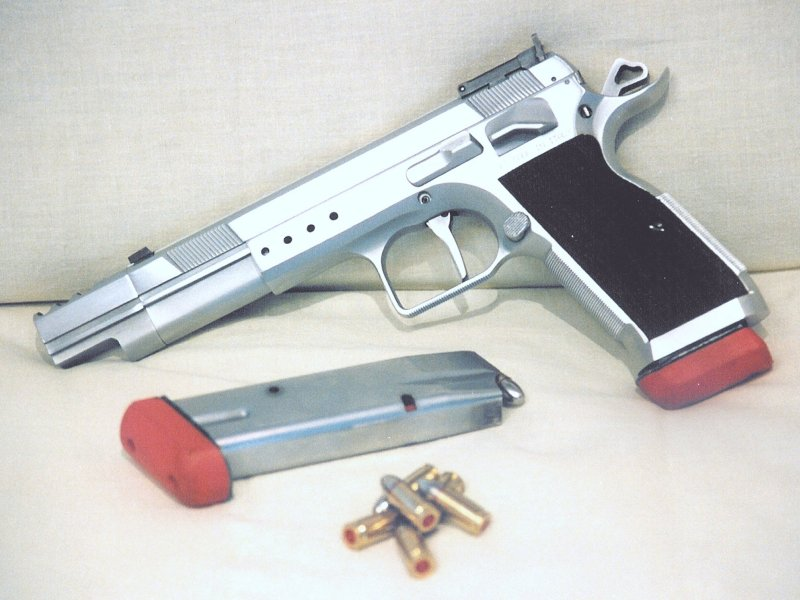
Tanfoglio Gold Team.